# Lliga de Zanzíbar de futbol
La lliga de Zanzíbar de futbol és la màxima competició futbolística de Zanzíbar. Fou creada el 1981. Des del 2004 rebé el reconeixement oficial de la CAF.

## Historial
Font:
- 1981:  Ujamaa FC (1)
- 1982:  Ujamaa FC (2)
- 1983:  Small Simba SC (1)
- 1984:  KMKM FC (1) [a]
- 1985:  Small Simba SC (2)
- 1986:  KMKM FC (2)
- 1987:  Miembeni SC (1)
- 1988:  Small Simba SC (3)
- 1989:  Malindi FC (1) [a]
- 1990:  Malindi FC (2)
- 1991:  Small Simba SC (4)
- 1992:  Malindi FC (3) [a]
- 1993:  Shengeni (1)
- 1994:  Shengeni (2)
- 1995:  Small Simba SC (5)
- 1996:  Mlandege FC (1)
- 1997:  Mlandege FC (2)
- 1998:  Mlandege FC (3)
- 1999:  Mlandege FC (4)
- 2000:  Kipanga FC (1)
- 2001:  Mlandege FC (5)
- 2002:  Mlandege FC (6)
- 2003:  Jamhuri FC (1)
- 2004:  KMKM FC (3)
- 2005:  Polisi FC (1)
- 2006:  Polisi FC (2)
- 2007:  Miembeni SC (2)
- 2008:  Miembeni SC (3)
- 2009:  Mafunzo FC (1)
- 2010:  Ocean View FC (1)
- 2011:  Mafunzo FC (2) [b]
- 2012:  Super Falcon (1) [b]
- 2013:  KMKM FC (4)
- 2014:  KMKM FC (5)
- 2015:  Mafunzo FC (3)
- 2016:  Zimamoto FC (1)
- 2017:  JKU FC (1)
- 2018:  JKU FC (2)
- 2019:  KMKM FC (6)
- 2020:  Mlandege FC (7)
- 2021:  KMKM FC (7)
- 2022:  KMKM FC (8)
- 2023:  KMKM FC (9)